# Joaquim Caetano Pinto Júnior
Joaquim Caetano Pinto Júnior (,  — , ) foi um empresário brasileiro.
O governo imperial brasileiro firmou um contrato com Joaquim Caetano Pinto Júnior, em 1874, para introduzir no Brasil cem mil imigrantes, em um prazo de dez anos - talvez o maior contrato havido na história do Brasil em termos de política imigratória.

## O contrato "Caetano Pinto" - Decreto nº 5663, de 17 de junho de 1874
Autoriza a celebração do contrato com Joaquim Caetano Pinto Júnior para importar no Império 100.000 imigrantes europeus.
Atendendo ao que Me requereu Joaquim Caetano Pinto Júnior, Hei por bem autorizar a celebração do contrato para, por si ou por meio de uma sociedade ou companhia que organizar, introduzir no Império (excepto na Província do Rio Grande do Sul) cem mil (100.000) imigrantes europeus, de conformidade com as cláusulas que com este baixam assinadas, por José Fernandes da Costa Pereira Júnior, do Meu Conselho, Ministro e Secretário de Estado dos Negócios da Agricultura, Comércio e Obras Públicas, que assim o tenha entendido e faça executar. Palácio do Rio de Janeiro em dezessete de junho de mil oitocentos e setenta e quatro, Qüinquagésimo terceiro da Independência e do Império.
Com a rubrica de Sua Majestade o Imperador.
José Fernandes da Costa Pereira Júnior.
Contrato entre o Governo Imperial e Joaquim Caetano Pinto Júnior para, por si ou por meio de uma companhia, introduzir no Brasil, dentro de 10 anos 100.000 imigrantes, debaixo das seguintes condições:
I
Joaquim Caetano Pinto Júnior obriga-se, por si ou por meio de uma companhia ou sociedade que poderá organizar, a introduzir no Brasil (excepto da Província do Rio Grande do Sul) dentro do prazo de 10 anos, 100.000 imigrantes Alemães, Austríacos, Suíços, Italianos do norte, Bascos, Belgas, Suecos, Dinamarqueses e Franceses, agricultores, sadios, laboriosos e moralizados, nunca menores de 2 anos, nem maiores de 45, salvo se forem chefes de família. Desses imigrantes 20 por cento poderão pertencer a outras profissões.
II
O prazo de 10 anos começará a correr depois de 12 meses, contados da data de elaboração do contrato; o empresário, porém, poderá dar começo à introdução de imigrantes antes de findos os 12 meses, se o Governo o permitir.
III
O número de imigrantes não excederá de 5.000 no primeiro ano, podendo ser elevado a 10.000 se o Governo assim determinar; mas nos anos sucessivos o empresário será obrigado a introduzir até 10.000, ficando qualquer excesso dependendo de prévio consenso do mesmo Governo.
IV
O empresário receberá por adulto, as seguintes subvenções: 125$000 pelos primeiros 50.000 imigrantes; 100$000 pelos 25.000 seguintes; 60$000 pelos últimos 25.000, e a metade destas subvenções pelos que forem menores de 12 anos e maiores de dois.
V
Estas subvenções serão pagas na Corte, logo que for provado que os imigrantes foram recebidos pelo funcionário competente no porto de desembarque da Província à que se destinarem.
VI
Nem o Governo, nem o empresário poderá haver dos imigrantes a título algum, as quantias despendidas com subsídios, socorros, transportes e alojamento dos mesmos imigrantes.
VII
O Governo concederá gratuitamente aos imigrantes hospedagem e alimentação durante os primeiros oito dias de sua chegada, e transporte até as colônias do Estado a que se destinarem.
VIII
Igualmente garantirá aos imigrantes que queiram  estabelecer nas colônias do Estado a plena propriedade de um lote de terras, nas  condições e preços estabelecidos no Decreto nº. 3784 de 19 de janeiro de 1876, e obrigar-se-á, além disso, a não elevar o preço das terras de suas colônias sem avisar o empresário com doze meses de antecedência.
IX
Os imigrantes terão plena e completa liberdade de se estabelecerem como agricultores nas colônias ou terras do Estado, que escolherem para sua residência, em colônias ou terras das Províncias particulares; assim como de se empregarem nas cidades, vilas ou povoações.
X
Os imigrantes virão espontaneamente, sem compromisso, nem contrato algum, e por isso nenhuma reclamação poderão fazer ao Governo, tendo, apenas, o direito aos fatores estabelecidos nas presentes cláusulas, do que ficarão plenamente cientes.
XI
O Governo designará, com a precisa antecedência, as Províncias onde já tem ou vier a formar colônias, a fim de que os emigrantes conheçam desde a Europa os pontos onde poderão estabelecer-se.
XII
O Governo nomeará, nos pontos que tiver de efetuar o desembarque dos imigrantes, agentes intérpretes, que aos mesmos forneçam todas as informações de que carecem.
XIII
Todas as expedições de imigrantes serão acompanhadas de listas, contendo o nome, idade, naturalidade, profissão, estado e religião de cada indivíduo.
XIV
No transporte dos imigrantes, o empresário é obrigado a fazer observar as disposições do Decreto nº. 2168, de lº. de maio de 1858.
XV
O Governo pagará ao empresário a diferença do preço da passagem entre o Rio de Janeiro e as Províncias para as quais forem enviados emigrantes diretamente da Europa, quando estas Províncias não estiverem em comunicação direta e regular por meio de vapores com a Europa, e o empresário tenha de fazer tocar nos respectivos portos vapores de outras linhas, ou por ele fretados.
XVI
As questões que se sescitarem entre o Governo e o empresário, a respeito de seus direitos e obrigações, serão resolvidos por árbitros.
Se as partes contratantes não acordarem no mesmo árbitro, nomeará cada uma o seu, e estes designarão terceiro, que decidirá, definitivamente, no caso de empate.
Se houver discordância sobre o árbitro desempatador, será escolhido à sorte um Conselheiro de Estado, que terá voto decisivo.
XVII
O empresário ficará sujeito a repatriar, à suas custa, os imigrantes que introduzir fora das condições da cláusula 1ª. e que assim o exijam, cabendo-lhe igualmente alojá-los e sustentá-los até que se dê a repatriação, além de perder o direito de subsídios correspondente a tais imigrantes.
XVIII
Igualmente, não poderá transferir este contrato senão à companhia ou à sociedade que organizar, na forma da cláusula 1ª.
Em fé do que se lavrou o presente contrato, que é assinado pelo Ilmº. e Exmº. Sr. Conselheiro José Fernandes da Costa Pereira Júnior, Ministro e Secretário de Estado dos Negócios da Agricultura, Comércio e Obras Públicas, por Joaquim Caetano Pinto Júnior e pelas testemunhas abaixo declaradas.
Secretaria de Estado dos Negócios da Agricultura, Comércio e Obras Públicas em 30 de junho de 1874.
José Fernandes da Costa Pereira Júnior
Joaquim Caetano Pinto Júnior
Como testemunhas:
Bernardo José de Castro
Augusto Alberto Fernandes.

## Colônias e municípios catarinenses
Foram fundados Rio dos Cedros, Rodeio, Ascurra e Apiúna, em torno da Colônia Blumenau; Porto Franco (atual Botuverá) e Nova Trento, em torno da Colônia Brusque. Em 1877, funda-se a Colônia Luiz Alves no vale do rio Itajaí-Açú e implantou-se, no vale do rio Tubarão, os núcleos de Azambuja, Pedras Grandes e Treze de Maio: no vale do rio Urussanga, os núcleos de Urussanga, Acioli de Vasconcelos (atual Cocal do Sul) e Criciúma.
Para a colonização das terras do patrimônio dotal da Princesa Isabel, nos vales do rio Tubarão e Braço do Norte, Joaquim Caetano Pinto Júnior ficou encarregado de fazer dividir as terras em lotes coloniais e colonizá-los com colonos nacionais e estrangeiros, em 15 de novembro de 1881. Para tanto, o mesmo organizou a empresa de terras e colonização, que iníciou os trabalhos oficialmente em 8 de julho de 1882, criando a Colônia Grão Pará.